# Syngamie

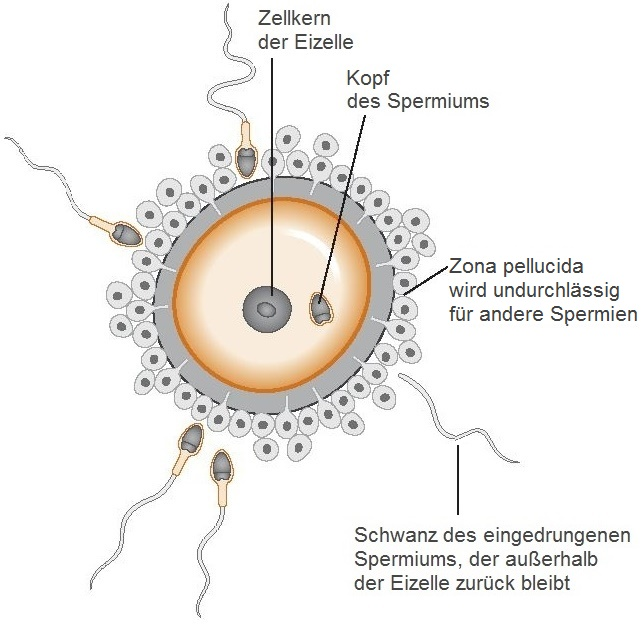
Befruchtete menschliche Eizelle (Zygote) nach Plasmogamie und vor Karyogamie

Syngamie bezeichnet den Vorgang, bei dem haploide Zellen – meist gegengeschlechtliche Gameten – miteinander verschmelzen.
Syngamie kann auch erfolgen zwischen einer Gamete und einer durch Eingriff haploid gemachten Körperzelle.

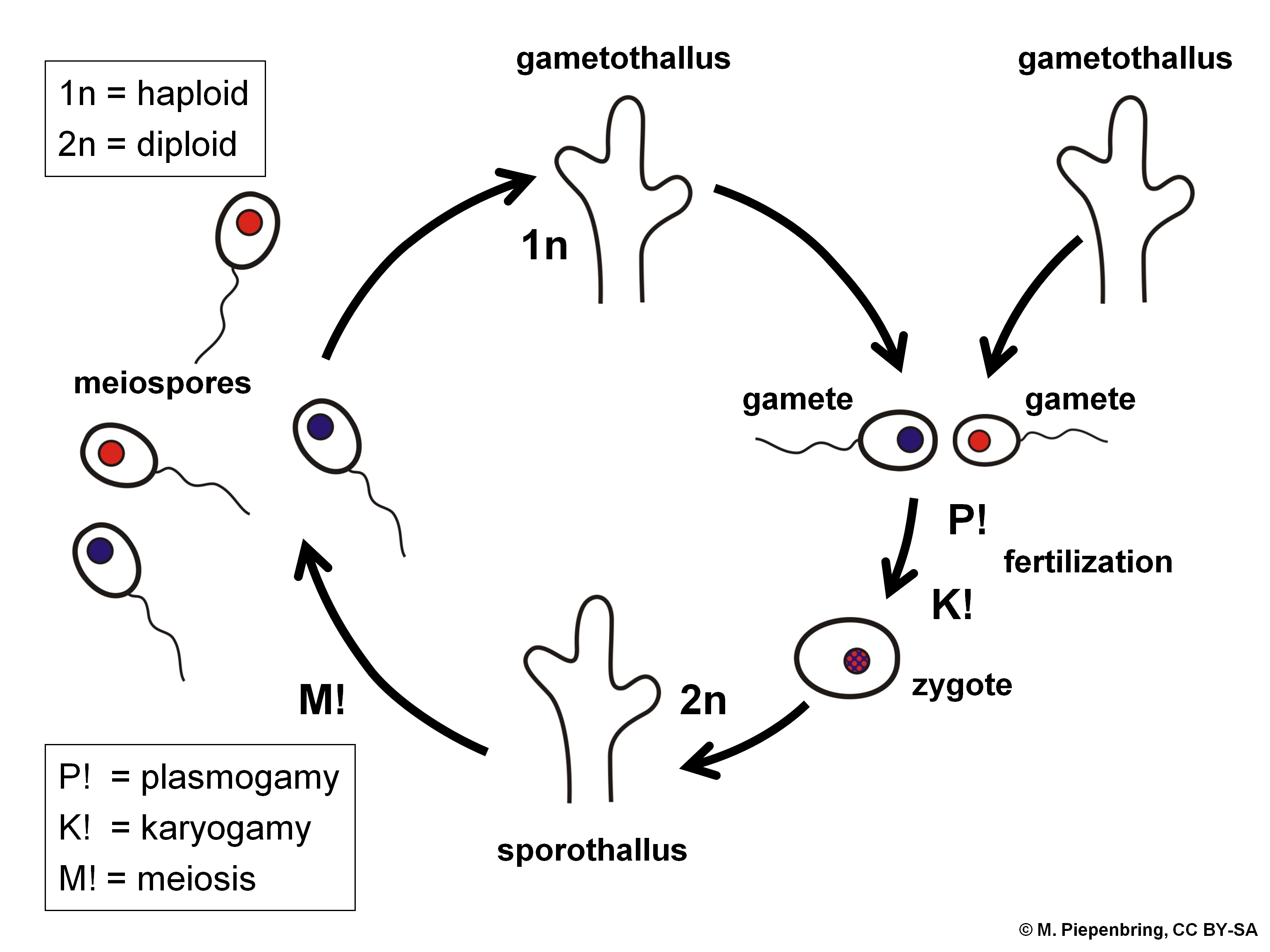
Lebenszyklus, Generationen und Kernstadien (nach Prof. M. Piepenbring).
Abkürzungen: 1n = haploid, P! = Plasmogamie, n+n = dikaryotisch, K! = Karyogamie, 2n = diploid, M! = Meiose
Rote und blaue Kreise stellen haploide Kerne verschiedener Paarungstypen dar, Kreise beider Farben stellen diploide Kerne dar.

## Kontrolle, Ablauf und Ausnahmen
Die Syngamie umfasst zum einen die Plasmogamie, also Verschmelzung der Zellplasmen, zum anderen die Karyogamie, also Verschmelzung der Zellkerne. Folgen Plasmogamie und Karyogamie kurz oder unmittelbar aufeinander, dauert die Syngamie nur kurze Zeit (beispielsweise bei Myxogastria). Liegen Plasmogamie und Karyogamie dagegen wie z. B. bei den meisten Pilzen, zeitlich weit auseinander, dauert sie entsprechend länger. In beiden Fällen ist das Ergebnis in der Regel eine diploide Zygote.
Die Kontrolle über den Prozess der Syngamie und den Ablauf der frühen Embryogenese liegt bei der menschlichen Ontogenese wie bei vielen Tieren am Zentrosom der Spermienzelle.
Bei der Syngamie erfolgt bei Eukaryoten in der Regel der Ausschluss männlicher Mitochondrien und bei Pflanzen auch der Ausschluss männlicher Plastiden. Wie bei vielen Mechanismen, kann auch der Ausschluss paternaler Mitochondrien gestört sein oder in einigen Taxa anders geregelt sein.